# Latin Lovers
Latin Lovers is een Amerikaanse filmkomedie uit 1953 onder regie van Mervyn LeRoy. De film werd destijds in Nederland uitgebracht onder de titel Rendez-vous in Rio.

## Verhaal
Nora Taylor is een miljonair die denkt dat alle mannen alleen maar uit zijn op haar geld, haar huidige verloofde Paul Chevron incluis. Op reis in Brazilië ontmoet ze Roberto Santos, die dolverliefd wordt op Nora. Wanneer blijkt dat Roberto zo arm is als een kerkrat, heeft Nora meteen reserves bij zijn avances.

## Rolverdeling
| Acteur            | Personage            |
| ----------------- | -------------------- |
| Lana Turner       | Nora Taylor          |
| Ricardo Montalban | Roberto Santos       |
| John Lund         | Paul Chevron         |
| Louis Calhern     | Eduardo Santos       |
| Jean Hagen        | Anne Kellwood        |
| Eduard Franz      | Dr. Lionel Y. Newman |
| Beulah Bondi      | Analist              |
| Joaquin Garay     | Zeca                 |
| Archer MacDonald  | Howard G. Hubbell    |
| Dorothy Neumann   | Mevrouw Newman       |
| Robert Burton     | Cumberly             |
| Rita Moreno       | Christina            |